# Henryk Żaliński
Henryk Wojciech Żaliński (ur. 9 grudnia 1938 w Działoszycach) – polski historyk i nauczyciel akademicki, profesor nauk humanistycznych, rektor Akademii Pedagogicznej im. Komisji Edukacji Narodowej w Krakowie (2005–2008).

## Życiorys
W 1961 ukończył studia historyczne w Wyższej Szkole Pedagogicznej w Krakowie. Był uczniem profesorów Heleny Rzadkowskiej i Mariana Tyrowicza. W pracy zawodowej specjalizował się w historii Polski i powszechnej XIX wieku, historii polskich powstań narodowych oraz działalności konspiracyjno-spiskowej (1815–1864), dziejów Polonii, biografistyki i prasoznawstwa, skupiając się na badaniach Wielkiej Emigracji. Stopień doktora nauk humanistycznych uzyskał w 1970. W 1991 rada Wydziału Humanistycznego Wyższej Szkoły Pedagogicznej w Krakowie nadała mu stopień doktora habilitowanego na podstawie rozprawy zatytułowanej Poglądy Hotelu Lambert na kształt powstania zbrojnego 1832–1846. Profesorem nadzwyczajnym został w 1993. W 2009 otrzymał tytuł naukowy profesora nauk humanistycznych.
Na początku lat 60. pracował jako nauczyciel w szkole dla pracujących. Od 1962 związany z krakowską uczelnią pedagogiczną, która zmieniła nazwę na Akademię Pedagogiczną im. KEN, a następnie na Uniwersytet Pedagogiczny im. KEN. W 1991 został kierownikiem Katedry Historii XIX wieku, był też wicedyrektorem (1991–1994) i dyrektorem (1994–1999) Instytutu Historii. W latach 1999–2005 pełnił funkcję prorektora ds. nauki i współpracy z zagranicą. W kadencji 2005–2008 zajmował stanowisko rektora Akademii Pedagogicznej. Przewodniczył Konferencji Rektorów Uczelni Pedagogicznych.
Wchodził w skład Komitetu Nauk Historycznych Polskiej Akademii Nauk, był członkiem komitetu redakcyjnego „Studiów Historycznych”. Członek Polskiego Stowarzyszenia Autorów, Dziennikarzy i Tłumaczy w Europie z siedzibą w Paryżu (APAJTE), Światowej Rady Badań nad Polonią, Polskiego Towarzystwa Historycznego, Komisji PAU do Badań Diaspory Polskiej oraz Komisji Prasoznawstwa przy Polskiej Akademii Nauk.
Należał do Polskiej Zjednoczonej Partii Robotniczej. W latach 1966-68 wchodził w skład Komitetu Uczelnianego PZPR w WSP, był odpowiedzialny za Zespół ds. Szkolenia Wewnątrzpartyjnego w Uczelnianym Ośrodku Propagandy Partyjnej. Od października 1970 uczestniczył w pracach Oddziałowej Organizacji Partyjnej na kierunku historia.

## Odznaczenia i wyróżnienia
Odznaczony Krzyżem Kawalerskim (1991) i Krzyżem Oficerskim (2003) Orderu Odrodzenia Polski. Wyróżniony m.in. Medalem Komisji Edukacji Narodowej (1985) oraz medalem honorowym „Polonia Semper Fidelis” (1998). W 2008 otrzymał tytuł profesora honorowego Narodowego Uniwersytetu im. Iwana Ohijenki w Kamieńcu Podolskim.

## Publikacje
- 1976: Kształt polityczny Polski w ideologii Towarzystwa Demokratycznego Polskiego (1832–1946).
- 1976: Towarzystwo Demokratyczne Polskie o władzach powstańczych. Z dziejów myśli wojskowej wielkiej Emigracji.
- 1982: Stracone szanse: Wielka Emigracja o powstaniu listopadowym.
- 1990: Poglądy Hotelu Lambert na kształt powstania zbrojnego 1832–1846.
- 1992: Społeczeństwo i niepodległość (współredaktor).
- 1994: Galicyjskie dylematy (współredaktor).
- 1995: Lwów. Miasto, społeczeństwo, kultura. Studia z dziejów Lwowa. T. I (współredaktor).
- 1998: Lwów. Miasto, społeczeństwo, kultura. Studia z dziejów Lwowa. T. II (współredaktor).
- 1999: Wielka Historia Polski. T. VI: 1815–1848 (współautor).
- 2002: Wielka Historia Polski. T. IV: 1696–1830 (współautor).
- 2002: Wielka Historia Polski. T. V: 1830–1864 (współautor).
- 2006: Kraj, emigracja, niepodległość: studia i szkice.
- 2007: O nas bez nas. Historia Polski w historiografiach obcojęzycznych (współredaktor).
- 2009: Galicja w Księstwie Warszawskim (współredaktor).
- 2010: Mélanges offerts à Bronisław Geremek. Par ses Collègues, Admirateurs et Amis de Pologne et de France (współredaktor).
- 2020: Jan Żaliński, Pamiętnik. Wspomnienia z Działoszyc (1904–1939) (redaktor).